# Sydvest (hovedbeklædning)
 For alternative betydninger, se Sydvest. (Se også artikler, som begynder med Sydvest)
En sydvest er en bredskygget vandtæt hovedbeklædning. Sydvesten og regntøj ("olietøj") og waders er beregnet til særlig hårdt vejr på fiskerkuttere eller under våde vejrforhold.
Sydvesten er bredskygget bagtil. Fortil er skyggen krammet ned for at skærme mod slagregn. Den er forsynet med bånd til binding under hagen for at bevare hovedbeklædningen på.
Sydvesten blev fremstillet af lærred af bomuld belagt med rå eller kogt linolie. De traditionelle farver gul og grøn har formentlig oprindelse i farven på den oliebaserede præparering. Med vulkanisering i midten af 1800-tallet kom gummierede stoffer frem, og i dag fremstilles sydveste af vinyl. Navnet betyder "beskyttelse mod sydvestenvind" og hedder det samme på flere sprog: Südwester på tysk, Sou'wester på engelsk, Sydväst på svensk, Zuidwester på nederlandsk og Süüdvester på estisk.